# Циркулянтный граф

Граф Пэли 13-го порядка как пример циркулянтного графа.

Корона с шестью, восемью и десятью вершинами.

В теории графов циркулянтным графом называется неориентированный граф, имеющий циклическую группу симметрий, которая включает симметрию, переводящую любую вершину в любую другую вершину.

## Эквивалентные определения
Циркулянтные графы могут быть определены несколькими эквивалентными способами:
- Автоморфизм группы графа содержит циклическую подгруппу, которая действует транзитивно на вершинах графа.
- Граф имеет матрицу смежности, являющуюся циркулянтом.
- {\displaystyle n} вершин графа можно пронумеровать числами от 0 до n − 1 таким образом, что если две вершины с номерами {\displaystyle x} и {\displaystyle y} смежны, то любые две вершины с номерами {\displaystyle z} и (z − x + y) mod n тоже смежны.
- Граф можно нарисовать (с возможными пересечениями рёбер) так, что его вершины лежат в углах правильного многоугольника и любой поворот многоугольника в себя является симметрией рисунка (получаем тот же рисунок).

## Примеры
Любой цикл является циркулянтным графом, как и любая корона.
Графы Пэли порядка {\displaystyle n} (где {\displaystyle n} — простое число, сравнимое с 1 по модулю 4) — это графы, в которых вершины являются числами от 0 до n − 1 и две вершины смежны, если разность соответствующих чисел является квадратичным вычетом по модулю {\displaystyle n}. Вследствие того, что присутствие или отсутствие ребра зависит только от разности номеров вершин по модулю {\displaystyle n}, любой граф Пэли является циркулянтным графом.
Любая лестница Мёбиуса является циркулянтным графом, как и любой полный граф. Полный двудольный граф является циркулянтным, если обе его части имеют одинаковое число вершин.
Если два числа {\displaystyle m} и {\displaystyle n} взаимно просты, то m × n ладейный граф (граф, имеющий вершину в каждой клетке шахматной доски m × n и рёбра между любыми двумя клетками, если ладья может перейти с одной клетки на другую за один ход) является циркулянтным графом. Это является следствием того, что его симметрии содержат в качестве подгруппы циклическую группу {{{1}}}. Как обобщение этого случая, прямое произведение графов между любыми циркулянтными графами с {\displaystyle m} и {\displaystyle n} вершинами даёт в результате циркулянтный граф.
Многие из известных нижних границ чисел Рамсея появляются из примеров циркулянтных графов, имеющих маленькие максимальные клики и маленькие максимальные независимые множества.

## Конкретный пример
Циркулянтный граф {\displaystyle C_{n}^{s_{1},\ldots ,s_{k}}} (или {\displaystyle C_{n}(s_{1},\ldots ,s_{k})}, или {\displaystyle circ(n:s_{1},\ldots ,s_{k})}) с прыжками {\displaystyle s_{1},\ldots ,s_{k}} определяется как граф с {\displaystyle n} узлами, пронумерованными числами {\displaystyle 0,1,\ldots ,n-1} и каждый узел {\displaystyle i} смежен с 2k узлами {\displaystyle i\pm s_{1},\ldots ,i\pm s_{k}} по модулю {\displaystyle n}.
- Граф {\displaystyle C_{n}^{s_{1},\ldots ,s_{k}}} связан тогда и только тогда, когда НОД{\displaystyle (n,s_{1},\ldots ,s_{k})=1}.
- Если {\displaystyle 1\leq s_{1}<\cdots <s_{k}} фиксировнные целые, то число остовных деревьев {\displaystyle t(C_{n}^{s_{1},\ldots ,s_{k}})=na_{n}^{2}}, где {\displaystyle a_{n}} удовлетворяет рекуррентному соотношению порядка {\displaystyle 2^{s_{k}-1}}.
  - В частности, {\displaystyle t(C_{n}^{1,2})=nF_{n}^{2}}, где {\displaystyle F_{n}} — n-ое число Фибоначчи.

## Самодополнительные циркулянты
Самодополнительный граф — это граф, в котором удаление существующих рёбер и добавление отсутствующих даёт граф, изоморфный исходному.
Например, циклический граф с пятью вершинами самодополнителен и является также циркулянтным. В более общем виде, любой граф Пэли является самодополнительным циркулянтным графом. Хорст Сакс показал, что если число {\displaystyle n} обладает свойством, что любой простой делитель {\displaystyle n} сравним с 1 по модулю 4, то существует самодополнительный циркулянтный граф с {\displaystyle n} вершинами. Он высказал гипотезу, что это условие необходимо, то есть при других значениях {\displaystyle n} самодополнительные циркулянтные графы не существуют. Гипотеза доказана 40 лет позже Вилфредом (Vilfred).

## Гипотеза Адамса
Определим циркулянтную нумерацию циркулянтного графа как маркировку вершин графа числами от 0 до n − 1 таким образом, что если две вершины {\displaystyle x} и {\displaystyle y} смежны, то любые две вершины с номерами {\displaystyle z} и (z − x + y) mod n тоже смежны. Эквивалентно, циркулянтная нумерация — это нумерация вершин при которой матрица смежности графа является циркулянтной матрицей.
Пусть {\displaystyle a} — целое, взаимно простое c {\displaystyle n}, и пусть {\displaystyle b} — любое целое. Тогда линейная функция ax + b преобразует циркулянтную нумерацию в другую циркулянтную нумерацию. Андраш Адам (András Ádám) высказал гипотезу, что линейное отображение — единственный способ перенумерации вершин графа, сохраняющее свойство циркулянтности. То есть, если {\displaystyle G} и {\displaystyle H} — два изоморфных циркулянтных графа с различными нумерациями, то существует линейное преобразование, переводящее нумерацию для {\displaystyle G} в нумерацию для {\displaystyle H}. Однако, как выяснилось, гипотеза Адама не верна. Контрпримером служат графы {\displaystyle G} и {\displaystyle H} с 16-ю вершинами в каждом; вершина {\displaystyle x} в {\displaystyle G} соединена с шестью соседями x ± 1, x ± 2, и x ± 7 (по модулю 16), в то время как в {\displaystyle H} шесть соседей — это x ± 2, x ± 3, и x ± 5 (по модулю 16). Эти два графа изоморфны, но их изоморфизм нельзя получить посредством линейного преобразования.